# Ametadoria harrisinae
Ametadoria harrisinae är en tvåvingeart som först beskrevs av Daniel William Coquillett 1897.  Ametadoria harrisinae ingår i släktet Ametadoria och familjen parasitflugor. Inga underarter finns listade i Catalogue of Life.